# Pachycephala johni
El silbador de la Obi (Pachycephala johni)  es una especie de ave paseriforme de la familia Pachycephalidae endémica de la isla Obi, en las Molucas septentrionales. 

## Taxonomía
En el pasado se consideró subespecie tanto del silbador rufo, como del silbador cenizo, pero en la actualidad se considera una especie separada.